# The Scarlet Shadow
The Scarlet Shadow es una película de comedia muda de 1919 dirigido por Robert Z. Leonard y protagonizado por Mae Murray, Martha Mattox y Frank Elliott.

## Protagonistas
- Mae Murray como Elena Evans
- Martha Mattox como la tía Alvira Evans
- Frank Elliott como Harvey Presby
- Ralph Graves como Van Presby
- Clarissa Selwynne como Edith Presby
- Willard Louis como Joseph Fleming
- J. Edwin Brown como The Gardner